# Jiří Mašín
Jiří Mašín (27. května 1923 Šlapanov, 17. března 1991 Praha) byl český historik románského umění a výtvarný teoretik soudobého umění, celoživotní pracovník Národní galerie v Praze a roku 1960 její dočasný ředitel, externí pedagog AVU.

## Život
Narodil se ve Šlapanově. V letech 1933–1942 absolvoval státní reformní reálné gymnázium v Jihlavě. V roce 1945 začal studovat dějiny umění a estetiku na Filozofické fakultě UK. Jeho učiteli byli Antonín Matějček, Josef Cibulka, Jaromír Pečírka a Jan Mukařovský. Roku 1949 obhájil rigorózní práci s titulem Románská nástěnná malba v Čechách a na Moravě, která později vyšla knižně a ve své době patřila k vysoce ceněným badatelským dílům.
Po návratu ze základní vojenské služby roku 1952 nastoupil do Národní galerie v Praze, kde již v letech 1946–1950 pracoval jako volontér a kde jako jeden z mála pracovníků vydržel po celou svou kariéru až do roku 1983. Kromě toho v letech 1954–1955 vykonával práci tajemníka redakce časopisu Umění ČSAV. V roce 1957 byl jmenován zástupcem ředitele Národní galerie, po té vědeckým pracovníkem galerie. Roku 1959 nastoupil jako externí učitel na Akademii výtvarných umění v Praze, kde se roku 1968 habilitoval a jako docent vyučoval do roku 1973. V roce 1960 byl zastupujícím ředitelem Národní galerie.
Z původní specializace medievalisty se postupně přeorientoval především na teoretika moderny a současného umění, stěžejní prací je jeho monografie o Janu Štursovi. Věnoval se také teorii a metodice restaurování. Napsal texty do tří desítek katalogů výstav soudobého umění, jichž býval pořadatelem nejen v Národní galerii, ale i v regionech. Svými statěmi přispíval do mnoha časopisů, např. Tvorba, Umění a řemesla, Výtvarné umění nebo Umění.
Celoživotní přátelství ho poutalo k fotografu Tiboru Hontymu, výtvarníkům Františku Ronovskému, Karlu Hladíkovi, k historikům umění Jaromíru Homolkovi, Haně Seifertové a dalším.

## Publikace (výběr monografií)
- Románská nástěnná malba v Čechách a na Moravě, SNKLHU Praha 1955 (vyšlo také německy a anglicky).
- Aristide Maillol, Praha 1960
- Josef Ehm. Praha 1961
- Kapitola Wandmalerei in: Erich Bachmann (editor): Romanik in Böhmen. München 1977, s. 138-234 (vyšlo jen německy).
- Jan Štursa. Odeon 1983
- Kapitola Románské malířství, in: Dějiny českého výtvarného umění I/1, Academia Praha 1984, s. 103-128.